# Breiter Stein

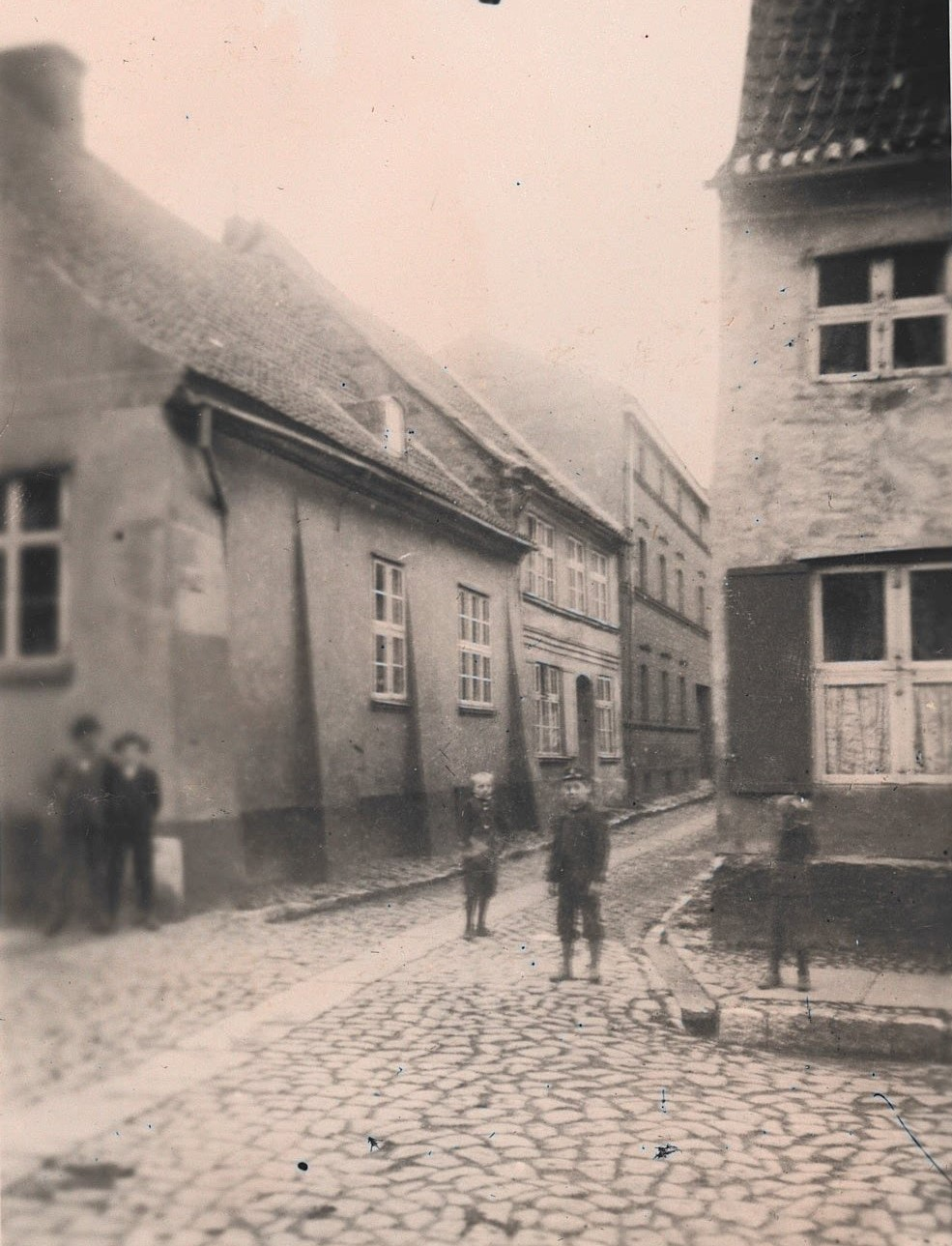
Breiter Stein in Greifswald

Der Breite Stein bezeichnet den schmalen Steinbelag in der Mitte der zu Anfang des 19. Jahrhunderts noch nicht gepflasterten Straßen, der bei schlechtem Wetter die Straße einigermaßen passierbar machen sollte. Insbesondere in Halle war es ein von den Burschen gegenüber den Bürgern wie auch Füchsen in Anspruch genommenes und anerkanntes Vorrecht, auf dem breiten Stein zu gehen, während die anderen ausweichen mussten (Gossenrecht). 
Die Frage des Verhaltens zweier aufeinandertreffender Burschen war um 1830 ein in vielen Comments erörtertes Problem. Darauf bezieht sich auch die Zeile aus dem bekannten Studentenlied „O alte Burschenherrlichkeit“:
Wo sind sie, die vom breiten Stein
Nicht wankten und nicht wichen?
Der Hallenser Senioren-Convent legte im SC-Comment vom 12. Mai 1799 fest:

„Die Ehre des Studenten leidet keineswegs, wenn er vom breiten Stein weicht. Keiner setzt sich durch Behauptung desselben in größeres Ansehen.“